# Cartoon Network Fociakadémia
A Cartoon Network Fociakadémia a Cartoon Network Afrika által indított 2013-as labdarúgó-bajnokság, amelyben a legjobb focitrükk győz. A verseny 2013. június 1-jén kezdődött és júliusban zárult. A bajnokságot Magyarországon, Lengyelországban, Hollandiában, Bulgáriában az Egyesült Királyságban, Belgiumban, Oroszországban és Romániában rendezték meg 2013-ban. Minden országnak saját nyertese volt. A magyar médiapartnerek 2012-höz hasonlóan ismét a Képes Sport és a Digi Sport. A verseny házigazdája Lukas Podolski, akivel a nyertes egy közös, londoni edzést nyert.
A bajnokság nagyban hasonlít a Cartoon Network Aranylabda Bajnokságra, tekinthető annak folytatásának. Azonban annyiban különbözik elődjétől, hogy a csatorna egy a bajnoksággal azonos című, focitrükköket bemutató sorozattal segít a versenyzőknek. A sorozatot Németországban forgatták, a trükköket Basti mutatja be. Ez a sorozat az első, amely teljes hosszúságában elérhető a CartoonNetwork.hu-n, ráadásul a honlapon előbb került bemutatásra, mint a tévében. A kisfilmek egyik felét szombatonként 9.05-től sugározták, ezután rajzfilmek sportos részei következtek, majd 10.25-től ismét kisfilm. Ezt a műsorfolyamot szerdánként 19.25-kor ismételték.

## Epizódok
| Évad | Évad | Részek száma | Részek száma | Eredeti sugárzás  | Eredeti sugárzás  | Magyar sugárzás | Magyar sugárzás  |
| Évad | Évad | Részek száma | Részek száma | Évadbemutató      | Évadzáró          | Évadbemutató    | Évadzáró         |
| ---- | ---- | ------------ | ------------ | ----------------- | ----------------- | --------------- | ---------------- |
|      | 1.   | 10           | 10           | 2013. március 25. | 2013. március 29. | 2013. június 1. | 2013. június 29. |

### 1. évad
| #   | Eredeti cím      | Magyar cím              | Ki csele?       | Eredeti bemutató  | Magyar bemutató  |
| --- | ---------------- | ----------------------- | --------------- | ----------------- | ---------------- |
| 1.  | Zidane Turn      | Zidane-csel             | Zinédine Zidane | 2013. március 25. | 2013. június 1.  |
| 2.  | Okocha Turn      | Okocha-csel             | Jay-Jay Okocha  | 2013. március 25. | 2013. június 1.  |
| 3.  | The Elastico     | A gumiláb-csel          |                 | 2013. március 26. | 2013. június 8.  |
| 4.  | Step Over        | A biciklicsel           |                 | 2013. március 26. | 2013. június 8.  |
| 5.  | Rabona           | A Rabona-csel           |                 | 2013. március 27. | 2013. június 15. |
| 6.  | The Ribery Turn  | A Ribery-fordulat       | Franck Ribéry   | 2013. március 27. | 2013. június 15. |
| 7.  | Rivaldo Triangle | A Rivaldo-háromszög     | Rivaldo         | 2013. március 28. | 2013. június 22. |
| 8.  | Parfusio         | Parfusio-csel           |                 | 2013. március 28. | 2013. június 22. |
| 9.  | Zidane Fake Shot | A Zidane-féle lövő csel | Zinédine Zidane | 2013. március 29. | 2013. június 29. |
| 10. | Okocha Rainbow   | Az Okocha-rainbow       | Jay-Jay Okocha  | 2013. március 29. | 2013. június 29. |